# La battaglia di Rio della Plata
La battaglia di Rio della Plata (The Battle of the River Plate) è un film del 1956 diretto da Michael Powell ed Emeric Pressburger.
I due registi sono anche produttori e sceneggiatori del film che venne candidato a tre Premi BAFTA, tra cui quello per il miglior film britannico.

## Trama
Subito dopo l'inizio della seconda guerra mondiale la corazzata tascabile tedesca Admiral Graf Spee opera nell'oceano Atlantico, con l'appoggio della nave ausiliaria Altmark, come nave corsara ma, il 13 dicembre 1939, viene coinvolta nell'omonima battaglia navale da tre incrociatori britannici: l'HMNZS Achilles, l'HMS Ajax e l'HMS Exeter. Danneggiata, riparerà nel porto di Montevideo, autoaffondandosi quattro giorni dopo nell'estuario del Río de la Plata.

## Produzione
Nei titoli di testa del film sono accreditati non solo gli attori, ma anche le navi utilizzate per le riprese: l'US Heavy Cruiser Salem "interpreta" la corazzata tascabile tedesca Admiral Graf Spee (autoaffondata nel 1939), la HMS Sheffield "interpreta" la HMS Ajax (demolita nel 1949) e la HMS Jamaica "interpreta" la HMS Exeter (affondata nel 1942), mentre per HMNZS Achilles e HMS Cumberland fu possibile utilizzare nel "ruolo di sé stesse" le navi originali, all'epoca ancora esistenti (la prima rinominata INS Delhi, in servizio per la Indian Navy, la seconda demolita solo pochi anni dopo, nel 1959).